# 姨母
姨母 (maternal aunt)，又稱姨媽、阿姨，簡稱姨，是親屬關係稱謂，指母親的姐妹。有些地方姨媽專指母親的姊姊，母親的妹妹則稱阿姨、姨娘或姨姨。古稱從母。不過，「姨」有時也是指姨子 （大姨子、小姨子）（sister-in-law）即妻子的姊妹，妻子的姐姐稱為大姨，妻子的妹妹又稱為小姨、姨仔。英文中，姑妈、姨妈等统称为Aunt。
- 伯公或叔公的女兒＝母親的堂姐妹稱呼堂阿姨
- 堂伯公或堂叔公的女兒＝母親的再從姐妹稱呼再從阿姨
- 姨婆或舅公的女兒＝母親的表姐妹稱呼表阿姨
- 姨公的老婆=母親的姨婆

在某些中國一夫一妻多妾家庭中，子女也會稱庶母（父亲的妾）為「姨娘」或「阿姨」，相信是引申自「母親的妹妹」的本義。「姨娘」之前若加上所稱呼的娘家姓氏，則是稱呼他人的妾侍，如《紅樓夢》的趙姨娘和周姨娘。而中國傳統上妾侍不是夫家之姻親，因此只有嫡母的姊妹，才是不論嫡庶子女正式之姨母，庶出只能在私底下稱生母的姊妹為姨母；同樣妾之姊妹，亦非夫之姨子。